# Nova Democràcia (Andorra)
La Nova Democràcia (ND) fou un partit polític andorrà socialdemòcrata i de centre-esquerra. És l'avantpassat ideològic del Partit Socialdemòcrata d'Andorra. Va ser fundat l'any 1993.

## Història
El partit fou fundat l'any 1993 amb la legalització dels partits polítics. Després de les eleccions de 1997, el partit no tornà a presentar-se. El partit va rebre la membresia de caràcter consultiu l'any 1999 per par de la Internacional Socialista en el seu XXI congrés.

## Resultats electorals

### Consell General
| Elecció | Vots  | %    | Escons | +/– | Candidat               | Govern   |
| ------- | ----- | ---- | ------ | --- | ---------------------- | -------- |
| 1993    | 1.789 | 28   | 5 / 28 | Nou | Jaume Bartumeu Cassany | Oposició |
| 1997    | 2.430 | 29,1 | 2 / 28 | 3   | Jaume Bartumeu Cassany | Oposició |

### Eleccions Comunals
| Election | Votes | %    | Seats   | +/– | Position |
| -------- | ----- | ---- | ------- | --- | -------- |
| 1995     | 2077  | 29,6 | 14 / 80 | Nou | 1r       |